# 密造
| ウィキペディアには「密造」という見出しの百科事典記事はありません（タイトルに「密造」を含むページの一覧/「密造」で始まるページの一覧）。 代わりにウィクショナリーのページ「密造」が役に立つかもしれません。 |